# Повстання Богуна
Повста́ння Богуна́ 1659 року — народне повстання на Правобережній Україні проти Івана Виговського, очолюване Іваном Богуном.
Почалося в зв'язку з підписанням Виговським у вересні 1658 Гадяцького договору з Польщею. В 1659 об'єднані сили московського війська воєводи Г. Г. Ромодановського і козацьких полків Івана Богуна, Івана Безпалого та запорожців Івана Сірка розгромили під Лубнами і Лохвицею військо на чолі з Виговським. Зазнавши поразки, Виговський почав переговори про прийняття України в підданство Османської імперії і закликав на допомогу кримських татар. Іван Богун та Іван Сірко розбили татар і рушили на гетьманську столицю — Чигирин. Виговський втік у Річ Посполиту.